# アベル・レシーノ
アベル・レシーノ・ゴメス（Abel Resino Gómez、1960年2月2日 - ）は、スペイン・トレド県ベラダ出身のサッカー選手、サッカー指導者。選手時代のポジションはゴールキーパー。元スペイン代表。

## 経歴
アトレティコ・マドリードの選手として活躍した。1990年11月25日から1991年3月17日まで1275分間無失点、13試合連続完封という世界記録を持つ。同シーズン、最小平均失点のゴールキーパーに贈られるサモラ賞を受賞した。
2008-09シーズンはセグンダ・ディビシオンのCDカステリョンを率いていたが、シーズン途中にアトレティコ・マドリードのハビエル・アギーレ監督が辞任したのに伴い、アトレティコの監督に就任した。2009-10シーズンも引き続きアトレティコの指揮を執っていたが、2009年10月23日、成績不振により解任された。2012年1月下旬、ファブリ・ゴンサレス監督の後任としてグラナダCF監督に就任した。シーズン終了までの契約であり、就任時のグラナダCFは降格圏内に低迷していたが、見事残留に導いた。

## 所属クラブ
- 1979-1980  CDトレド
- 1980-1982  CDシエンポスエロス
- 1982-1986  アトレティコ・マドリードB
- 1986-1995  アトレティコ・マドリード
- 1995-1996  ラージョ・バジェカーノ

## 指導者歴
- 2005-2006  シウダ・デ・ムルシア
- 2007  レバンテUD
- 2008-2009  CDカステリョン
- 2009  アトレティコ・マドリード
- 2010-2011  レアル・バリャドリード
- 2012  グラナダCF
- 2013  セルタ・デ・ビーゴ
- 2015  グラナダCF

## タイトル
- アトレティコ・マドリード
  - コパ・デル・レイ 1991,1992
  - サモラ賞 1990-91